# فرودگاه ییسم
فرودگاه ییسم (به انگلیسی: Eisk Airport) یک فرودگاه همگانی با کد یاتا EIK است . این فرودگاه در شهر ییسم کشور روسیه قرار دارد .